# Sitja
|  | No s'ha de confondre amb carbonera. |

Una sitja és un dipòsit.

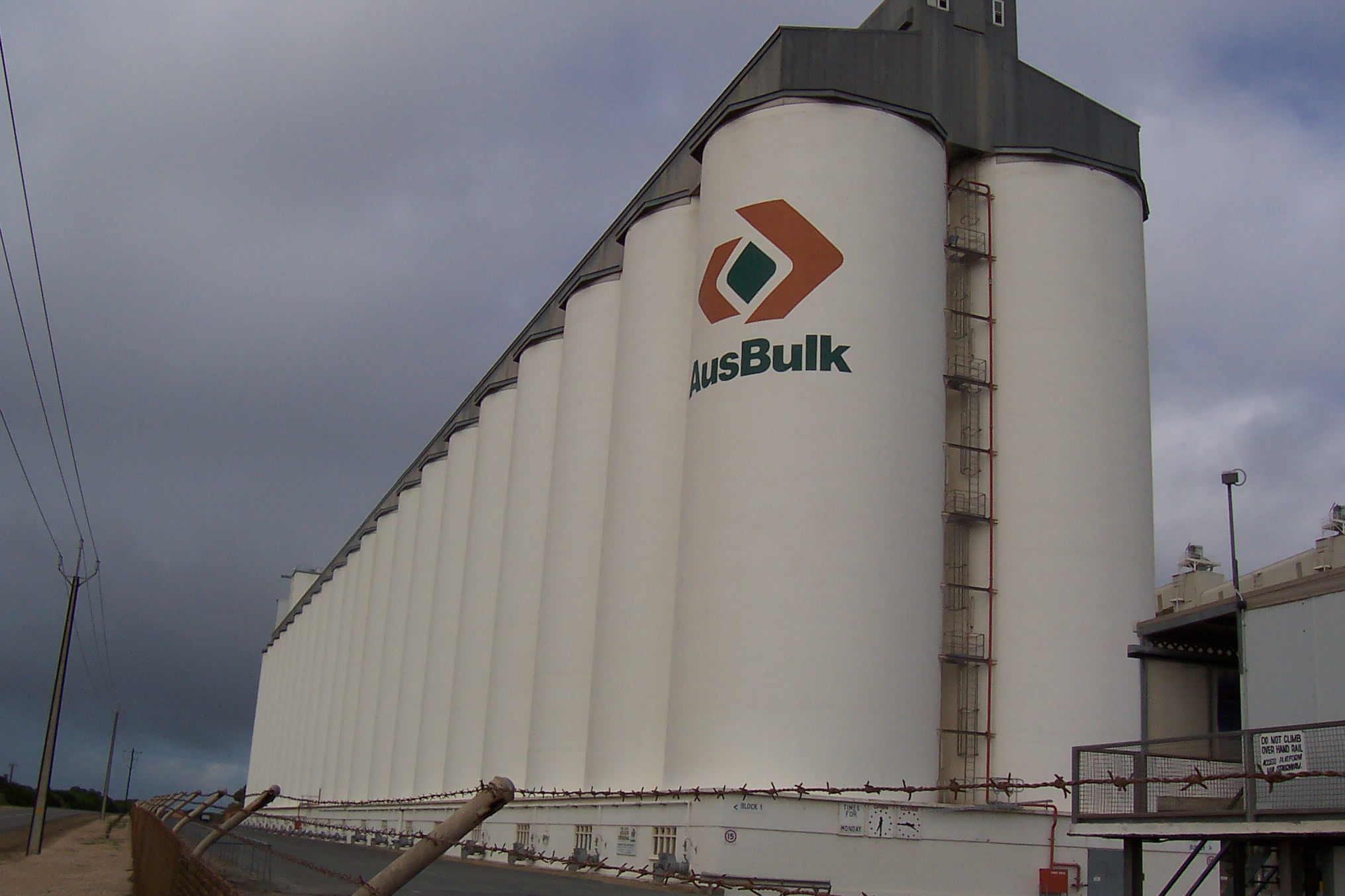
Sitges de gra a Austràlia.

En els castells era un dipòsit subterrani on s'emmagatzemava el cereal, i a l'edat mitjana també havia servit per desar els tributs.
Pot ser prismàtic o cilíndric, modernament fet d'acer o de ciment armat, amb una alçada de quatre a vuit vegades el diàmetre o el costat de la base, destinat a l'emmagatzematge i la conservació de molt diversos productes, especialment cereals, però també farratges o minerals, que són carregats per la part superior del dipòsit i descarregats per la seva part inferior.

## Galeria d'imatges

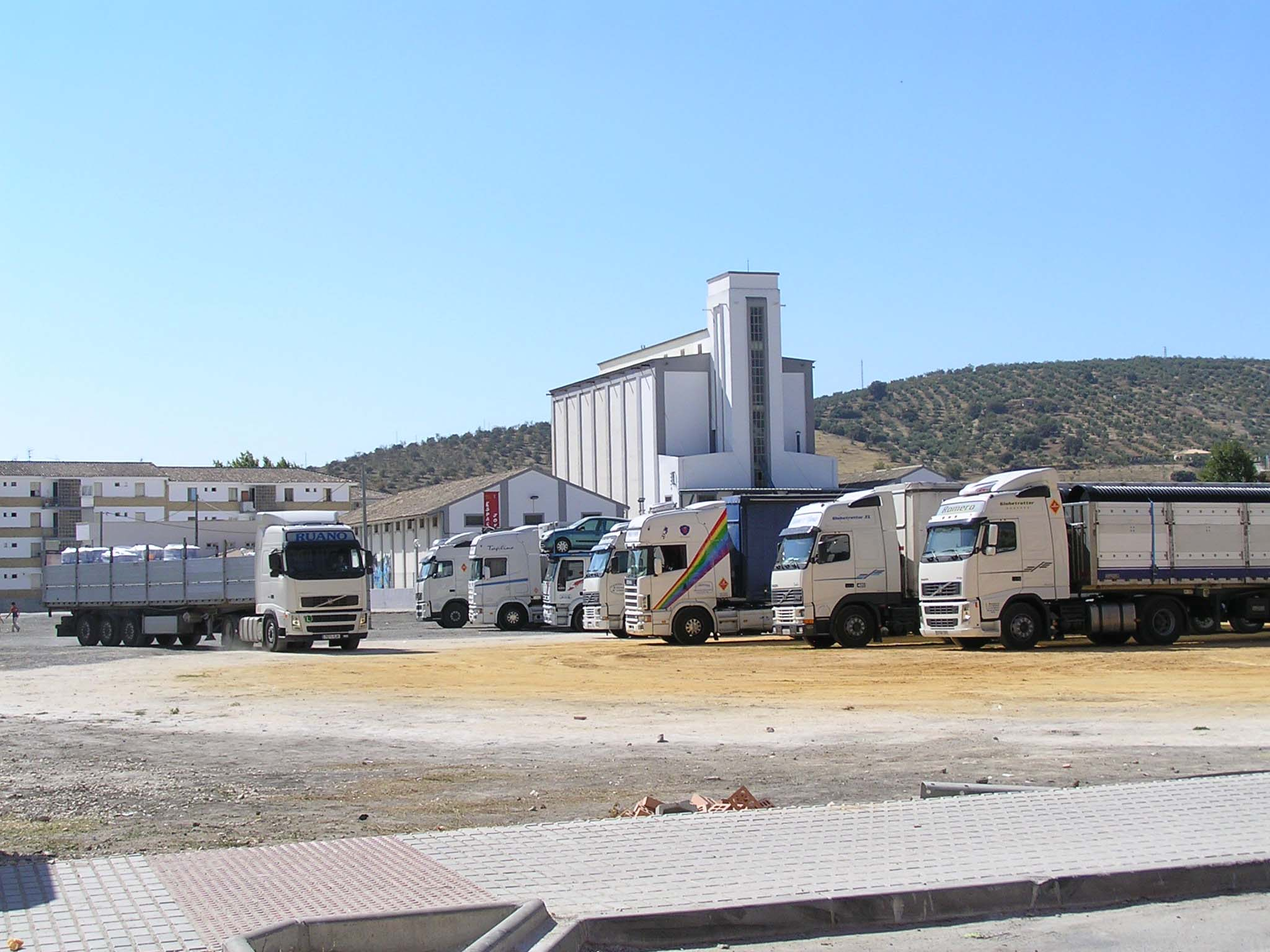
Sitja de gra a Alcalá la Real, Jaén, Espanya.
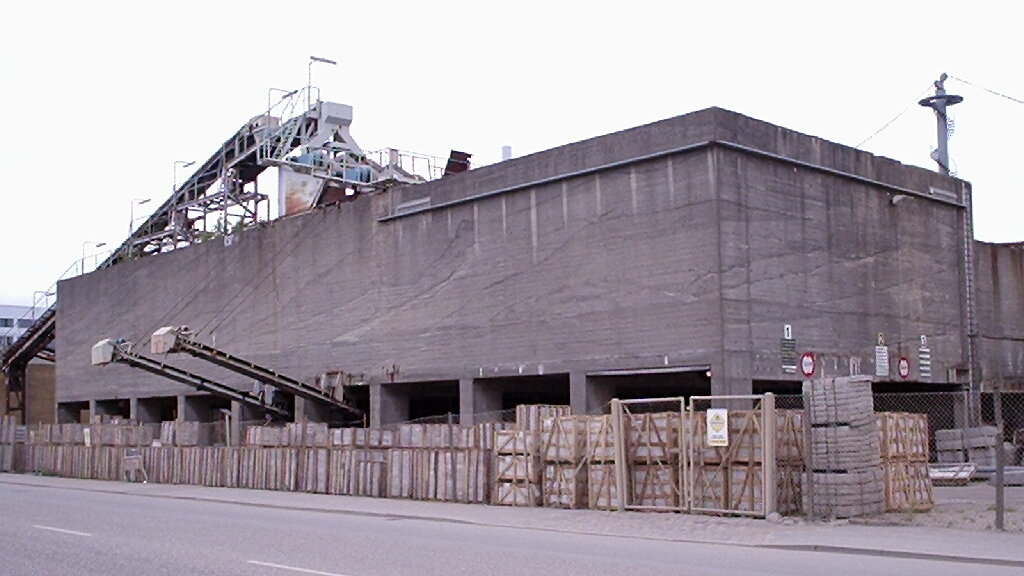
Sitja de pedres, grava i arena a Copenhaguen, Dinamarca.